# Schloss Oedenthal
Schloss Oedenthal ist ein Herrensitz im nordwestlichen Gebiet der Stadt Lüdenscheid. Es befindet sich auf einem Bergvorsprung oberhalb des Zusammenflusses von Grebbecke und Linnepe, eines Nebenbaches der Volme. Von der B 54 ausgehend, führt ein Fahrweg an dem Anwesen vorbei in Richtung Heerwiese / Brockhauser Ebene.

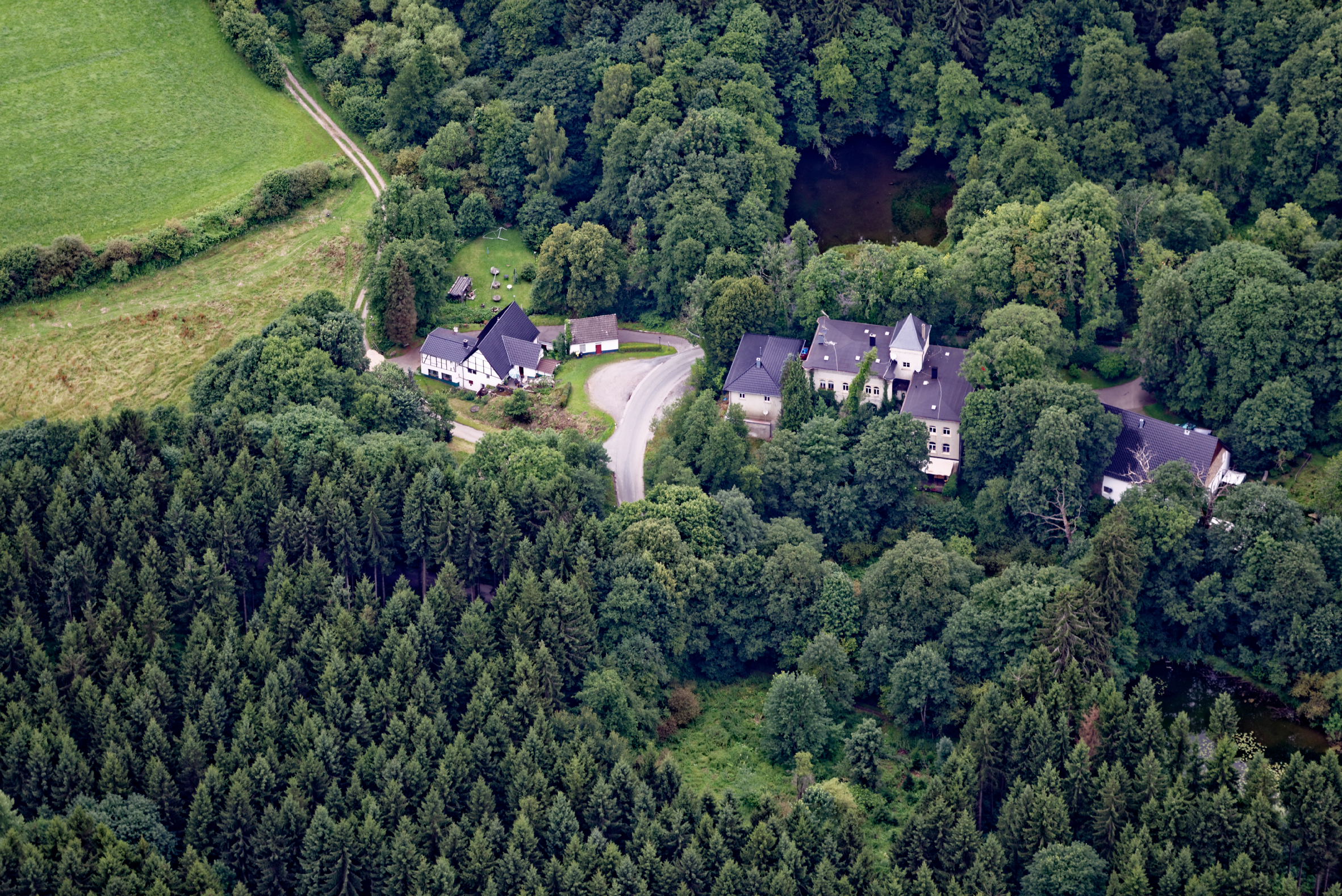
Schloss Oedenthal mit Oedenthaler Mühle (links)

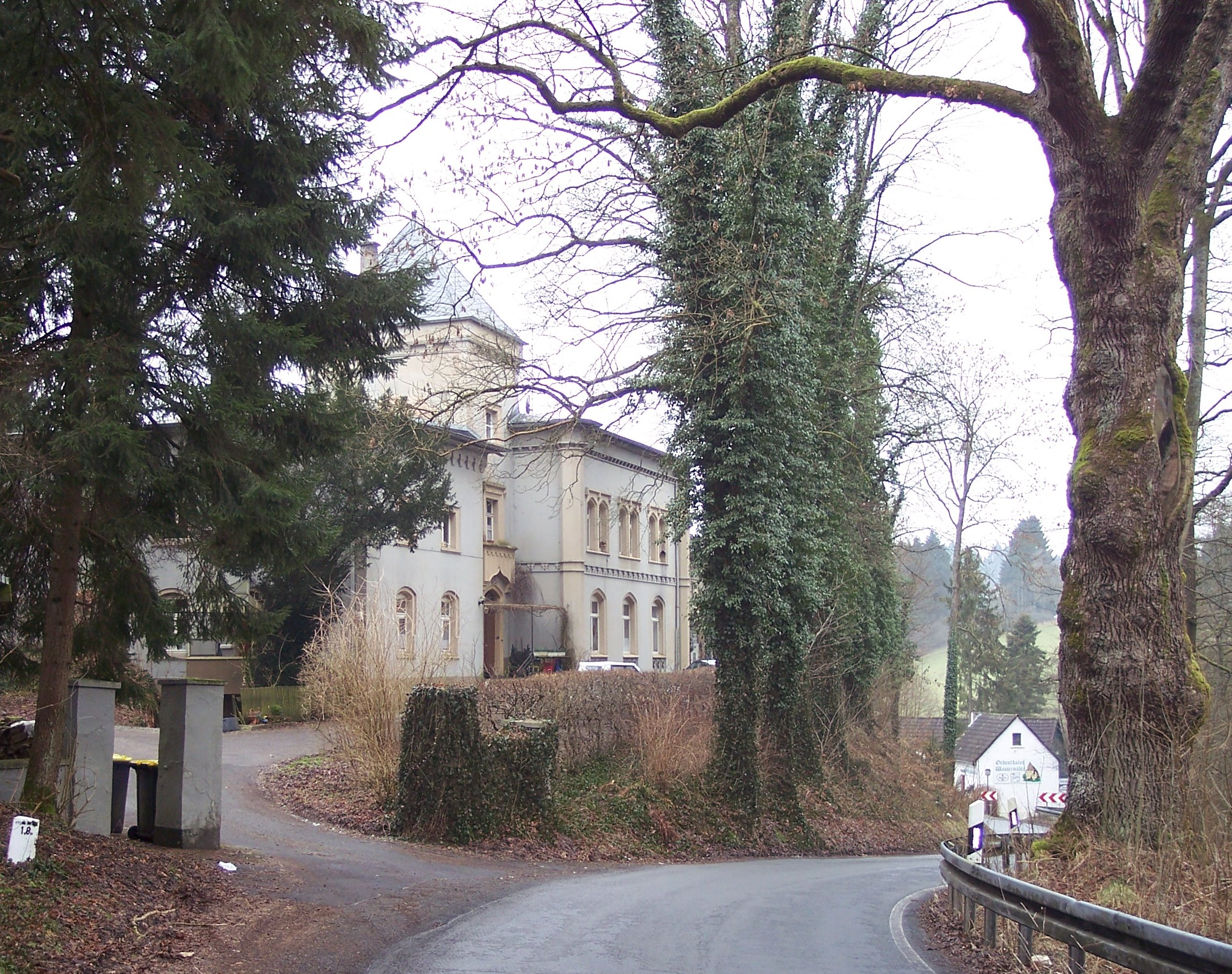
Schloss Oedenthal mit Oedenthaler Mühle (rechts unterhalb)

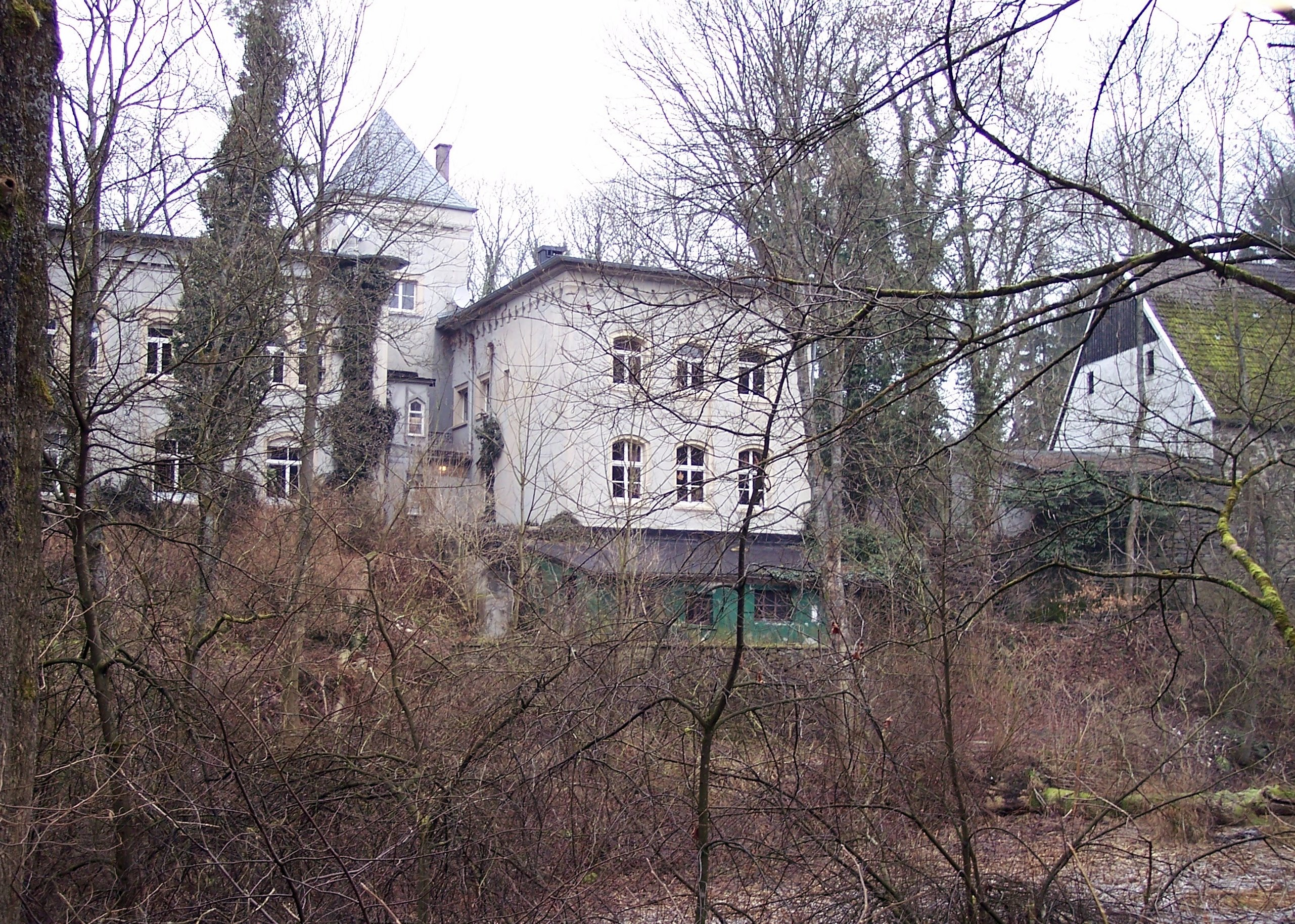
Schloss Oedenthal, Gartenseite mit Jägerhaus (rechts)

## Geschichte
Die erste urkundliche Erwähnung erfolgte 1160 als Odincdala. Seinerzeit handelte es sich um einen dem Werdener Oberhof Schöpplenberg abgabepflichtigen Besitz. Die Herren von Odenthal besaßen seit dem 13./14. Jahrhundert auch Güter im benachbarten Othlinghausen. Ihr Wappenbild in Form von drei verketteten Ringen stimmte mit demjenigen derer von Neuhoff auf Schloss Neuenhof überein, was den Schluss nahelegt, dass sie gleicher Abstammung waren. Seit Mitte des 16. Jahrhunderts befand sich Oedenthal im Besitz verschiedener wechselnder Adelsgeschlechter. 1725 kam es zu einer Versteigerung. Georg Hermann von Holtzbrinck erwarb das Gut, wie auch im gleichen Jahr Haus Rhade im Volmetal. Von Holtzbrinck war General-Kron-Postmeister mit Ministerrang im wettinischen Polen und vom sächsischen Kurfürsten und polnischen König in den erblichen Adelsstand erhoben worden. Da er kinderlos blieb, setzte er seinen Neffen, den preußischen Kriegskommissar Georg Wilhelm von Lent als Haupterben ein, falls seine zweite Frau, eine Freiin von Bünau, sich erneut verehelichen sollte. Nachdem dies geschah, sie aber dennoch weiterhin Erbansprüche stellte, kam es zu einem Vergleich: Frau von Bünau erhielt die sächsischen und polnischen Güter von Holtzbrincks, von Lent die sauerländisch-märkischen. Auf Wunsch seines Onkels nahm er selbst den Namen von Holtzbrinck an. Etwa zweihundert Jahre residierten seine Nachkommen auf Oedenthal als Land- und teilweise auch Hauptwohnsitz. Zwei von ihnen erhielten 1767 durch Friedrich den Großen ein Erneuerungs- und Anerkennungsdiplom ihres „alten Adels“. Heinrich Wilhelm von Holtzbrinck, preußischer Regierungspräsident und zeitweise preußischer Handelsminister, verbrachte seinen Lebensabend auf Oedenthal. Seit 1931 ist es mit den zugehörigen Höfen und Ländereien in bürgerlichem Besitz. Der Vorgängerbau des jetzigen Herrenhauses soll eine Wasserburg mit einer Zugbrücke gewesen sein, „bei dem vorhandenen Wasserreichtum auch für eine Spornlage wie diese nicht so verwunderlich, wie man anzunehmen geneigt ist.“ Nach einem Brand um 1865 kam es zur Errichtung der bestehenden Baulichkeiten.

## Beschreibung
Die unregelmäßige Zusammensetzung der einzelnen Gebäudeteile lässt auf eine Wiederverwendung der Fundamente des abgebrannten Vorgängerbaus schließen. Die Substanz der Kellergewölbe und andere bauliche Reste bestätigen dies. Zwei unterschiedlich hohe Gebäudeflügel mit voneinander abweichender Fassadengliederung flankieren heute einen massigen Turm. Nach Entfernung der ursprünglichen Eckzinnen besitzt er nur noch ein schlichtes Pyramidendach, bildet aber nach wie vor das architektonisch dominierende Element. An der Straßenfront befindet sich in ihm auch das Hauptportal mit einem Bogen im Tudorstil unter dem Wappen der Familie von Holtzbrinck. Überfangen und aufgewertet wird der Eingang von einem Zierbalkon im ersten Stock. Auch an den übrigen Gebäudeteilen finden sich Zierelemente im neugotischen Tudorstil. Der Hauptbau weist bei bescheideneren Dimensionen eine deutliche stilistische Verwandtschaft mit Schloss Herdringen bei Arnsberg auf. Als eine Art Nebengebäude unmittelbar benachbart ist das sogenannte „Jägerhaus“, ein regionaltypisches Längsdeelenhaus aus der Zeit um 1700 mit auffälligem Seitenportal im Stil der Neorenaissance.

## Oedenthaler Wassermühle

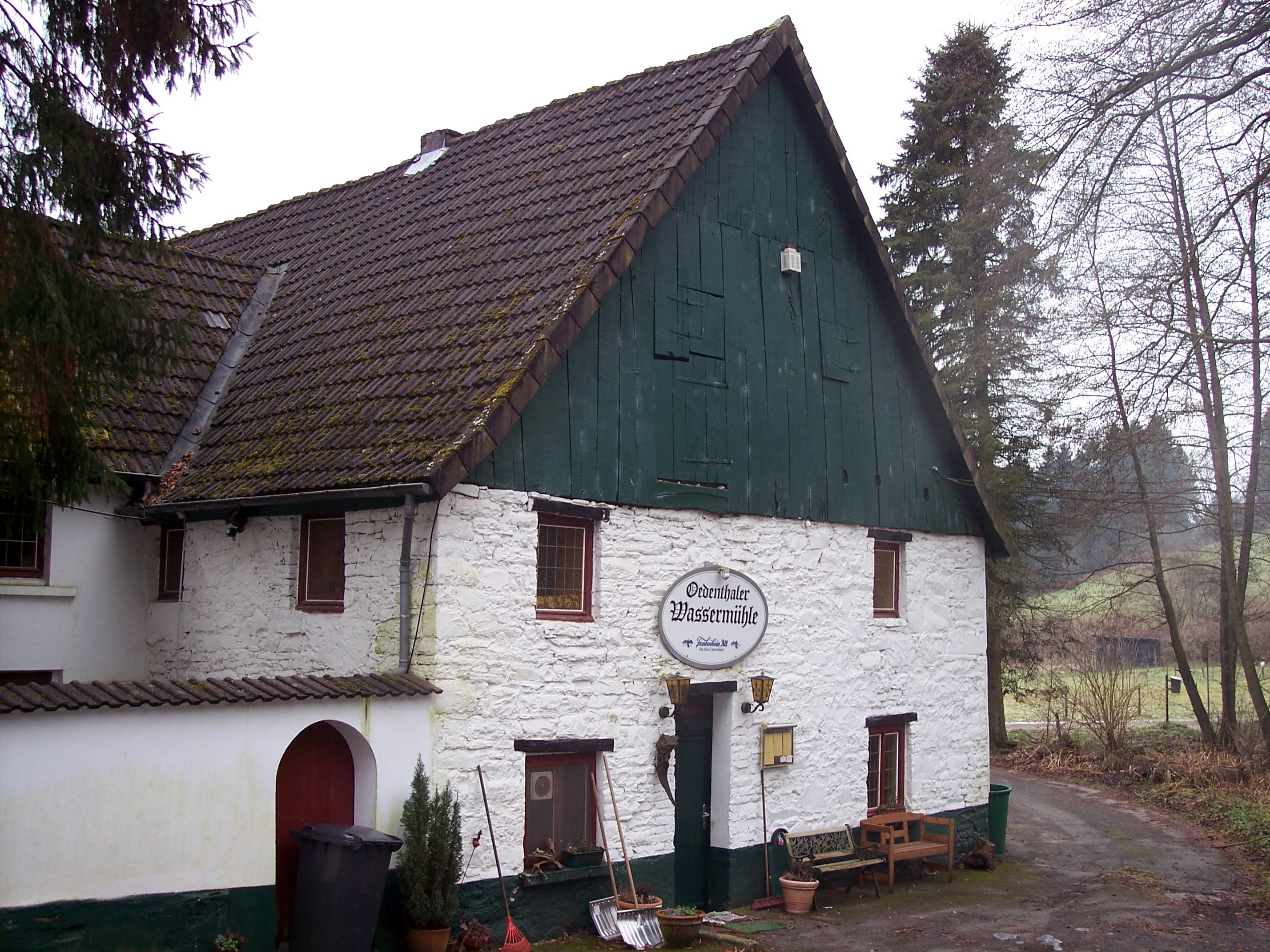
Oedenthaler Wassermühle, Eingang der Gaststätte

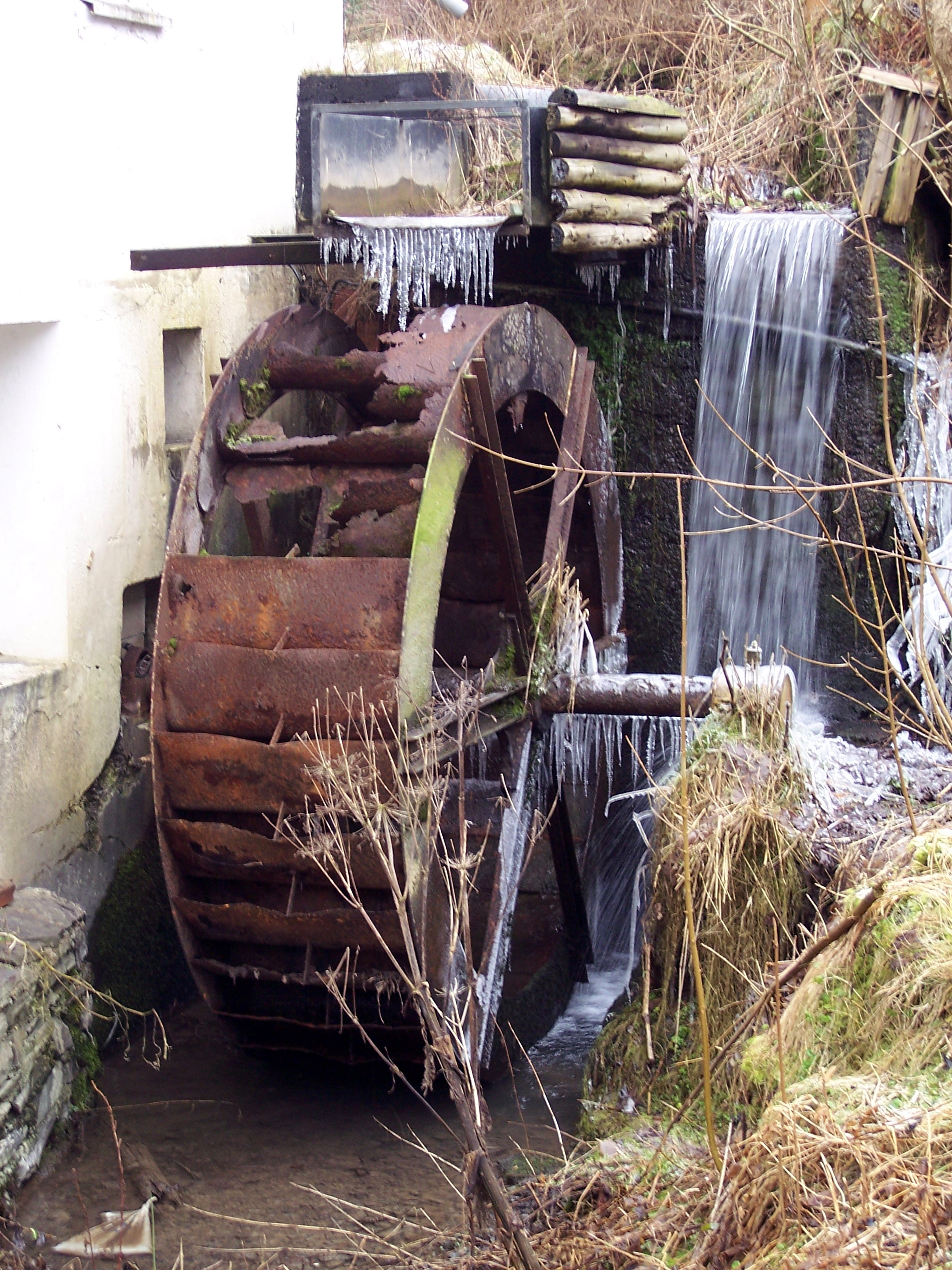
Oedenthaler Mühle, Wasserrad 2009

Seit etwa 800 Jahren gehört eine Wassermühle zu Gut und Schloss Oedenthal. Das historische Gebäude, ein typisch märkischer Bruchsteinputzbau mit verbrettertem Giebel, befindet sich direkt unterhalb des Schlosses. Ursprünglich besaß er zwei Wasserräder. Das bestehende war bis in die 1980er Jahre betriebsbereit, ist derzeit aber stark instandsetzungsbedürftig. Noch in den 1940er Jahren wurden mit Wasserkraft eine Dreschmaschine, eine Kornmühle, eine Knochenmühle, im angebauten Backhaus eine Teig- und weitere Küchenmaschinen, sowie ein Stromgenerator betrieben. Lange befand sich in der Mühle eine Ausflugsgaststätte mit Biergarten, welche aber derzeit geschlossen ist. Zur Straße ist das durch Werbetafeln verfremdete Erscheinungsbild verbesserungsbedürftig. Momentan findet der Umbau des Gebäudes in ein Wohnhaus statt.

## Umgebung
Schloss und Mühle befinden sich in einem weitgehend authentisch erhaltenen Bereich märkischer Kulturlandschaft um die Täler von Linnepe und Grebbecke. Von der Hohen Steinert oder dem ehemaligen Dorf Lüdenscheid-Othlinghausen (ebenfalls mit traditionellem Ausflugslokal) aus sind sie auf Wanderwegen leicht erreichbar. Der Fernwanderweg Rhein-Ruhr des Sauerländischen Gebirgsvereins (SGV) tangiert das Schloss.